# Storön (vid Vänö, Kimitoön)
Storön är en ö i Finland. Den ligger i Skärgårdshavet och i kommunen Kimitoön i den ekonomiska regionen  Åboland i landskapet Egentliga Finland, i den sydvästra delen av landet. Ön ligger omkring 66 kilometer söder om Åbo och omkring 160 kilometer väster om Helsingfors.
Öns area är 72,7 hektar och dess största längd är 2 kilometer i öst-västlig riktning. Ön höjer sig omkring 20 meter över havsytan.